# 알프레트 아이젠슈테트
알프레트 아이젠슈테트(영어: Alfred Eisenstaedt, 1898년 12월 6일~1995년 8월 23일)는 독일 태생의 미국의 사진가였다. 그는 제2차 세계대전 전에 독일에서 그의 경력을 시작했지만, 미국 잡지사인 라이프로 옮긴 후 라이프의 사진작가로서 명성을 얻었다. 그는 그의 90개 이상의 사진을 표지에 실었고, 2,500개 이상의 그의 사진 이야기가 출판되었다.
그의 가장 유명한 커버 사진들 중에는 뉴욕에서 열린 대일 전승 기념일 축하 행사 중에 촬영된 V-J Day in Times Square가 있었는데, 그의 부고의 말에 따르면, 한 미국 선원이 "전쟁이 끝났을 때 많은 미국인들이 느꼈던 행복감을 요약한" 춤 같은 딥에서 간호사에게 키스하는 것을 보여주었다. 그는 "뉴스에서 중요한 사람들의 기억에 남는 이미지를 포착하는 능력"과 일반적으로 자연 조명이 있는 35mm 소형 라이카 카메라로 찍은 솔직한 사진으로 유명했다.

## 같이 보기
- 라이프 (잡지)